# Still Got the Blues (For You)
«Still Got the Blues (For You)» — песня североирландского певца и музыканта Гэри Мура c его девятого студийного альбома Still Got the Blues (1990). Также была издана отдельным синглом, который достиг 31-й позиции в UK Singles Chart в мае 1990 года.Это единственный сингл в сольной карьере Мура, который попал в чарты Billboard Hot 100, где 16 февраля 1991 года он достиг 97-го места. На песню был снят клип.
Кавер-версия песни была записана Эриком Клэптоном на его альбоме Old Sock 2013 года в качестве дани уважения Муру после его смерти в 2011 году

## Плагиаризм
3 декабря 2008 года суд в Мюнхене постановил, что гитарное соло на этой песне было заимствовано из инструментальной записи 1974 года под названием «Nordrach» (названной в честь Нордраха, маленькой речки в Центральном Шварцвальде) немецкой прог-рок-группой Jud’s Gallery из Оффенбурга. Мур отрицал, что знал об этой песне, из-за её отсутствия на записи или компакт-диске во время студийной работы над его альбомом; суд заявил, что песня могла быть услышана по радио или в живом исполнении в течение этого времени. Суд также заявил, что нет никаких доказательств того, что гитарное соло было снято с «Nordrach», но нарушение авторских прав не зависит от прямого воровства. Муру было приказано выплатить Юргену Винтеру, руководителю Jud’s Gallery, нераскрытую сумму в качестве компенсации ущерба.

## Музыканты
- Гэри Мур — вокал, соло- и ритм-гитара
- Дон Эйри — клавишные
- Гэйвин Райт — струнные инструменты
- Энди Пайл — бас-гитара
- Грэм Уокер — ударные

## Сингл
1. «Still Got the Blues (For You)» — 4:12
2. «Left Me with the Blues» — 3:04